# Manuel Zlatanov
Manuel Zlatanov (ur. 7 marca 2008 w Piacenzy) – włoski siatkarz, grający na pozycji przyjmującego. 
Jego ojciec Hristo Zlatanov jest zawodowym siatkarzem. Babcia Marija z Bułgarii, matka Chiara jak i siostra Mia grały w siatkówkę. Jego dziadek Dimityr w przeszłości był siatkarzem i trenerem.
Został najmłodszym zawodnikiem, który grał we włoskiej Serie A1. Zadebiutował w wieku 15 lat, gdzie w 3 secie wszedł na zmianę na zagrywkę. Miało to miejsce 3 grudnia 2023 roku w 8. kolejce Serie A1 (2023/2024) w meczu Gas Sales Bluenergy Piacenza vs. Rana Werona.

## Sukcesy reprezentacyjne
Mistrzostwa Europy U-17:
- 2023[6], 2024[7]

Mistrzostwa Europy Kadetów:
- 2024[8]

## Nagrody indywidualne
- 2024: Najlepszy przyjmujący Mistrzostw Europy Kadetów[9]